# Kanji kentei
Nihon kanji nōryoku kentei shiken (jap. 日本漢字能力検定試験; ang. Japanese Kanji Aptitude Test) – zestaw testów znajomości japońskich znaków kanji na różnych poziomach. Skrótowo nazywany bywa również kanji kentei lub kanken.
Zestawy testowe obejmują:
- poziom 1.: około 6000 znaków, w tym całe Jōyō kanji-hyō i Jinmeiyō kanji
- poziom 1. (wstępny): około 3000, w tym całe Jōyō kanji-hyō i Jinmeiyō kanji
- poziom 2.: całe Jōyō kanji-hyō i Jinmeiyō kanji
- poziom 2. (wstępny): większość Jōyō kanji-hyō
- poziom 3.: około 1600 znaków
- poziom 4.: około 1300 znaków
- poziom 5.: 1006 znaków
- poziom 6.: 826 znaków
- poziom 7.: 640 znaków
- poziom 8.: 440 znaków
- poziom 9.: 240 znaków
- poziom 10.: 80 znaków (hiragana i katakana)

Po zdaniu testu otrzymuje się certyfikat.